# La Voix du sang (film)

La Voix du sang (Blodets röst) est un film suédois réalisé par Victor Sjöström, sorti en 1913. 

## Fiche technique
- Titre original : Blodets röst
- Titre français : La Voix du sang
- Réalisation : Victor Sjöström
- Scénario : Peter Lykke-Seest et Victor Sjöström
- Directeur de la photographie : Henrik Jaenzon
- Pays d'origine :  Suède
- Société de production : Svenska Biografteatern AB
- Format : Noir et blanc - 1,33:1 - Film muet
- Genre : Film dramatique
- Dates de sortie : 
  -  Suède : 22 septembre 1913

## Distribution
- Victor Sjöström
- Ragna Wettergreen
- Greta Almroth
- Richard Lund
- John Ekman